# 테아나우 동굴

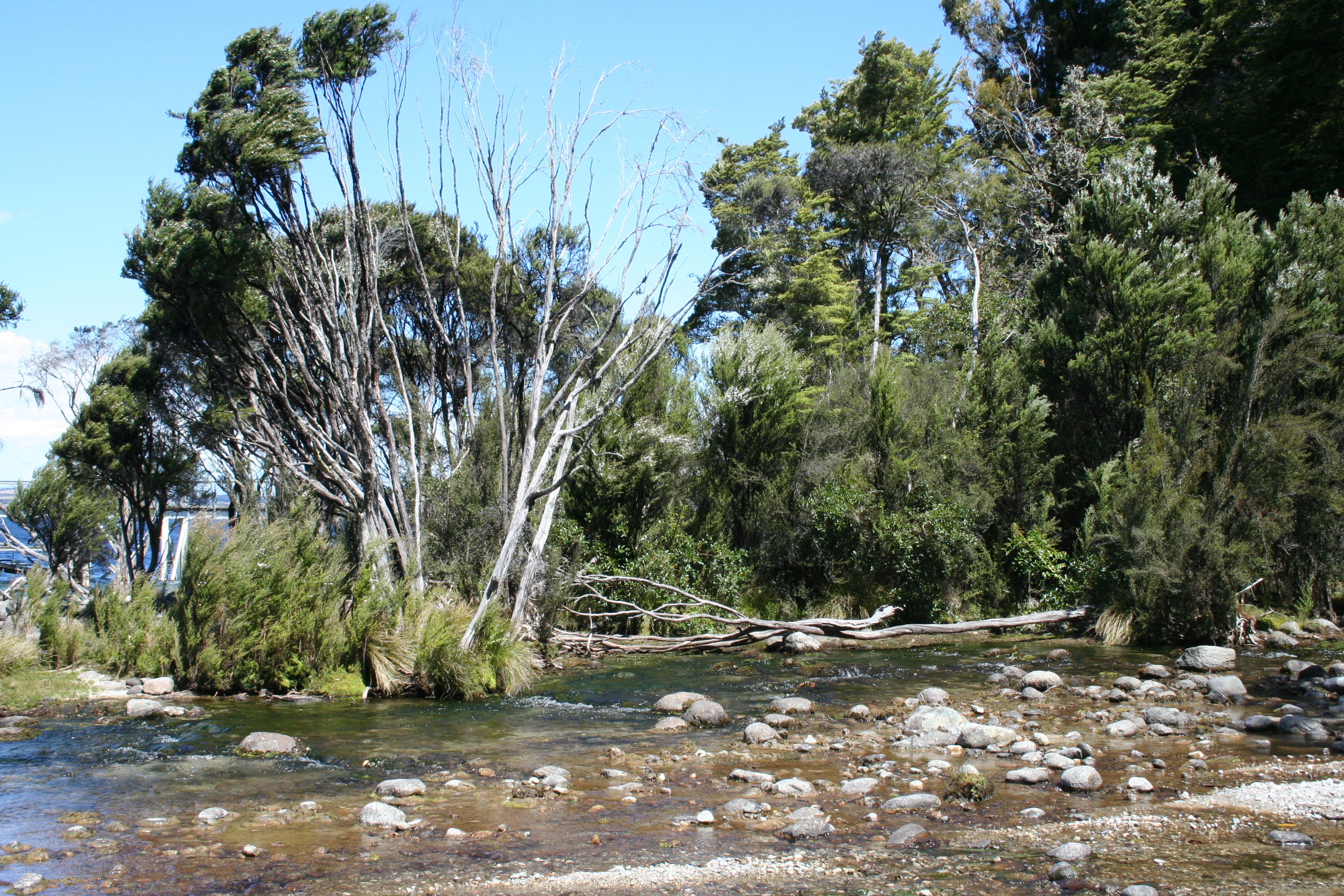
테아나우 동굴 지역

테아나우 동굴(Te Ana-au caves)은 뉴질랜드 남섬 서쪽 테아나우 호수가의 문화적으로 생태적으로 중요한 석회석 동굴 시스템이다.

## 개요
1948년 오래된 마오리족의 전설에서 얻은 단서로 3년간의 탐사후 상류의 입구를 발견한 로슨 뷰로우(Lawson Burrows)에 의해 발견되었다. 이후 이 동굴은 반딧불의 서식지인 호숫가와 가까이 있는 동굴의 일부로서 이 지역의 유명한 관광거리가 되었다. 뉴질랜드 동굴협회가 사용하는 비공식적인 이름은 오로라이다. 멸종 위기종인 타카헤가 발견된 머치슨 산맥에 있기 때문에 출입이 엄격히 통제되고 있다. 물이 찬 동굴로 너벅선을 타고 여행하는 리얼 저니즈 사에 의한 상업적인 가이드 투어가 매일 운영되고 있다.

## 같이 보기
- 테아나우 호수